# Nokere Koerse 2019
La Nokere Koerse 2019 va ser la 74a edició de la Nokere Koerse. Es disputà el 20 de març de 2019 sobre un recorregut de 195,6 km amb sortida a Deinze i arribada a Nokere. La cursa formava part de l'UCI Europa Tour amb una categoria 1.HC.
El vencedor fou el neerlandès Cees Bol (Team Sunweb), que s'imposà a l'esprint a Pascal Ackermann (Bora-Hansgrohe) i a Jasper Philipsen (UAE Team Emirates).

## Equips
L'organització convidà a 25 equips a prendre part en aquesta edició de la Nokere Koerse.
| WorldTeams (9)- Deceuninck-Quick Step - Bora-hansgrohe - CCC Team - Lotto Soudal - Katusha-Alpecin - Sky - Team Sunweb - Trek-Segafredo - UAE Team Emirates Equips continentals professionals (15)- Androni Giocattoli-Sidermec - Cofidis, Solutions Crédits - Corendon-Circus - Delko-Marseille Provence - Direct Énergie - Hagens Berman Axeon - Israel Cycling Academy - Nippo Vini Fantini Faizanè - Riwal Readynez - Roompot-Charles - Sport Vlaanderen-Baloise - Arkéa-Samsic - Vital Concept-B&B Hotels - Wallonie Bruxelles - Wanty-Groupe Gobert Equip continental- Tarteletto-Isorex |
| |

## Classificació final
| \| Classificació general \| Classificació general \| Classificació general \| Classificació general \| Classificació general \| \| Corredor \| Corredor \| Equip \| Temps \| \| \| --------------------- \| --------------------- \| -------------------------- \| --------------------- \| --------------------- \| \| 1r \| Cees Bol \| Team Sunweb \| 4h 32' 37" \| \| \| 2n \| Pascal Ackermann \| Bora-Hansgrohe \| + 0" \| \| \| 3r \| Jasper Philipsen \| UAE Team Emirates \| + 0" \| \| \| 4t \| Boy van Poppel \| Roompot-Charles \| + 0" \| \| \| 5è \| Hugo Hofstetter \| Cofidis, Solutions Crédits \| + 0" \| \| \| 6è \| Jonas Van Genechten \| Vital Concept-B&B Hotels \| + 0" \| \| \| 7è \| Justin Jules \| Wallonie Bruxelles \| + 0" \| \| \| 8è \| Bram Welten \| Arkéa-Samsic \| + 0" \| \| \| 9è \| Jens Debusschere \| Katusha-Alpecin \| + 0" \| \| \| 10è \| Lawrence Naesen \| Lotto-Soudal \| + 0" \| \| |                     |                            |            |
| |                     |                            |            |
| Font: ProCyclingStats |                     |                            |            |
| Classificació general |                     |                            |            |
| Corredor | Corredor            | Equip                      | Temps      |
| 1r | Cees Bol            | Team Sunweb                | 4h 32' 37" |
| 2n | Pascal Ackermann    | Bora-Hansgrohe             | + 0"       |
| 3r | Jasper Philipsen    | UAE Team Emirates          | + 0"       |
| 4t | Boy van Poppel      | Roompot-Charles            | + 0"       |
| 5è | Hugo Hofstetter     | Cofidis, Solutions Crédits | + 0"       |
| 6è | Jonas Van Genechten | Vital Concept-B&B Hotels   | + 0"       |
| 7è | Justin Jules        | Wallonie Bruxelles         | + 0"       |
| 8è | Bram Welten         | Arkéa-Samsic               | + 0"       |
| 9è | Jens Debusschere    | Katusha-Alpecin            | + 0"       |
| 10è | Lawrence Naesen     | Lotto-Soudal               | + 0"       |